# Corethrella albicoxa
Corethrella albicoxa är en tvåvingeart som beskrevs av Art Borkent 2008. Corethrella albicoxa ingår i släktet Corethrella och familjen Corethrellidae. Inga underarter finns listade i Catalogue of Life.